# فرقان أيدين
فرقان أيدين (بالتركية: Furkan Aydın)‏ (22 فبراير 1991 بآدابازاري في تركيا - ) هو لاعب كرة قدم تركي في مركز الهجوم. شارك مع منتخب تركيا تحت 17 سنة لكرة القدم ومنتخب تركيا تحت 19 سنة لكرة القدم. أما مع النوادي، فقد لعب مع نادي فنربخشة وأيوب سبور وTurgutluspor ‏ وNazilli Belediyespor ‏ وصقارية سبور ‏ وتوزلا سبور وÇankırıspor ‏ وİnegölspor ‏ وBozüyükspor ‏.

## وصلات خارجية
- فرقان أيدين على موقع اتحاد تركيا (لاعب) (الإنجليزية)
- فرقان أيدين على موقع قاعدة بيانات كرة القدم.إي يو (الإنجليزية)
- فرقان أيدين على موقع Soccerway.com (الإنجليزية)